# Martyn Bernard
Martyn John Bernard (Wakefield, 15 december 1984) is een Britse hoogspringer. Hij nam eenmaal deel aan de Olympische Spelen.

## Loopbaan
Zijn beste prestatie is het winnen van een zilveren medaille op de Gemenebestspelen van 2006 met een sprong van 2,26 m. Bernard eindigde achter de Canadees Mark Boswell (goud) en voor de Cyprioot Kyriakos Ioannou (brons). Op de Europese indoorkampioenschappen van 2007 won hij een bronzen medaille.
Op de Olympische Spelen van 2008 in Peking nam Martyn Bernard deel aan het hoogspringen, waarop hij een negende plaats behaalde met een sprong van 2,25.

## Titels
- Brits kampioen hoogspringen - 2006, 2007, 2010
- Brits indoorkampioen hoogspringen - 2006, 2007

## Persoonlijke records
| Onderdeel              | Prestatie | Datum        | Plaats     |
| ---------------------- | --------- | ------------ | ---------- |
| hoogspringen (outdoor) | 2,30 m    | 29 juni 2008 | Eberstadt  |
| hoogspringen (indoor)  | 2,30 m    | 3 maart 2007 | Birmingham |

## Palmares

### hoogspringen
- 2002: 10e WK U20- 2,14 m
- 2003: 12e EK U20 - 2,15 m
- 2005:  Universiade - 2,23 m
- 2006:  Gemenebestspelen - 2,26 m
- 2006:  Britse (AAA-)kamp. - 2,25 m
- 2007:  EK indoor - 2,29 m
- 2007:  Britse kamp. - 2,24 m
- 2007: 14e WK - 2,21 m
- 2008:  Britse kamp. - 2,23 m
- 2008: 9e OS - 2,25 m
- 2010:  Britse kamp. - 2,28 m
- 2010:  EK - 2,29 m
- 2011:  Britse kamp. - 2,28 m
- 2011: 13e in kwal. WK - 2,21 m